# Nahaec (Ort)
Nahaec ist ein osttimoresischer Ort südlich der Landeshauptstadt Dili in der AldeiaNahaec (Suco Dare, Verwaltungsamt Vera Cruz, Gemeinde Dilil).

## Geographie

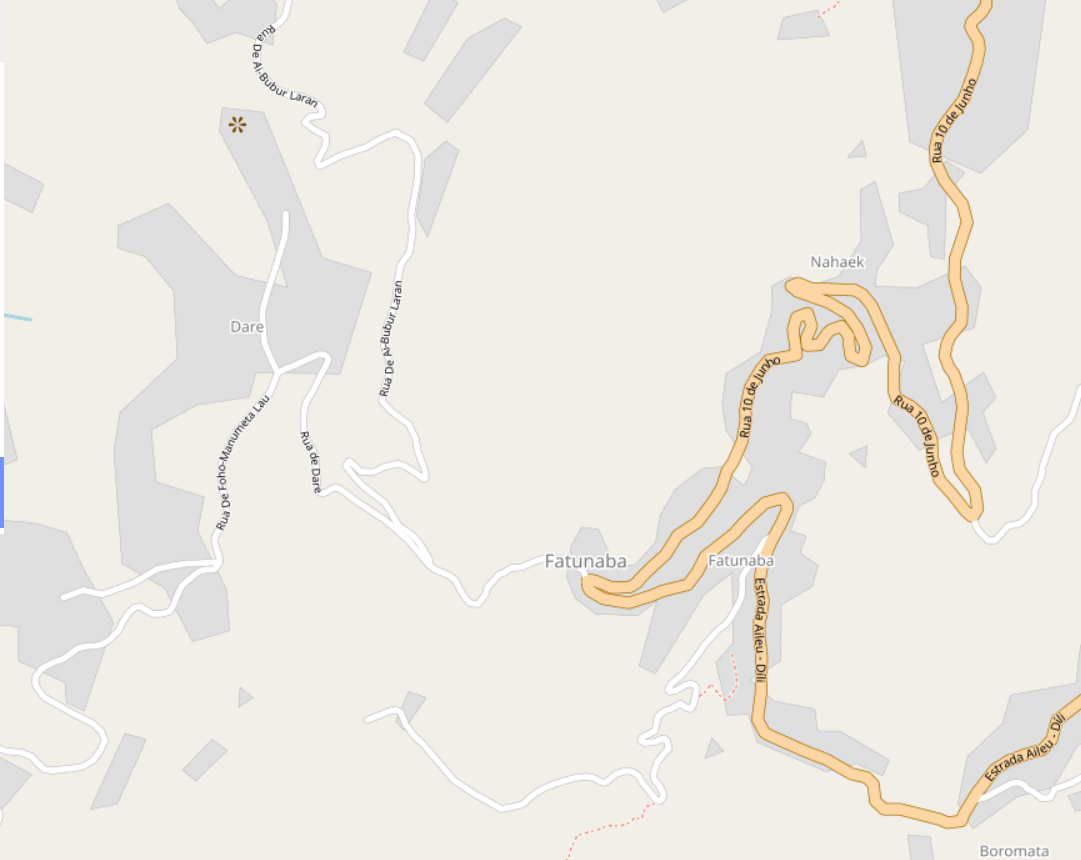
Straßenkarte der Dörfer Dare, Fatu Naba und Nahaec

Trotz seiner Nähe zur Küste liegt Nahaec bereits 368 m über dem Meeresspiegel. Der Ort gruppiert sich entlang der Straße, die im Norden nach Lahane und weiter in die Landeshauptstadt Dili führt und nach Süden durch Fatu Naba nach Dare im Südwesten und Aileu weiter im Süden.